# La fàbrica
La fàbrica és un llibre de poemes de Miquel Martí i Pol publicat el 1972. L'autor va redactar els poemes de La fàbrica entre els anys 1969 i 1971 i els va publicar, amb gravats de Jordi Sarrate, a Quaderns El Bordiol el 1972.